# フレーク・ヘールケンス
フレーク・ヘールケンス（Freek Heerkens、1989年9月13日 - ）は、オランダ・へースワイク＝ディンセル出身の元サッカー選手。現役時代のポジションはディフェンダー。

## 経歴
PSVアイントホーフェンの下部組織出身。2010年にゴー・アヘッド・イーグルスに移籍し、8月16日、スパルタ・ロッテルダム戦にてデビューを飾る。
ゴー・アヘッドで3シーズンを過ごした後、ヴィレムIIと2年契約を交わした。2013-14シーズン、リーグ戦28試合に出場し、チームのエールディヴィジ昇格に貢献した。

## タイトル
ヴィレムII
- エールステ・ディヴィジ - 1回 (2013-14)